# Campionati del mondo di atletica leggera 2011 - 400 metri ostacoli femminili
I 400 metri ostacoli femminili ai campionati del mondo di atletica leggera 2011 si sono tenuti dal 27 al 29 agosto. Per qualificarsi al mondiale, bisognava avere come tempo 51"50 o 52"30.

## Programma orario
| Data           | Ora   | Turno      |
| -------------- | ----- | ---------- |
| 27 Agosto 2011 | 20:05 | Batterie   |
| 28 Agosto 2011 | 18:55 | Semifinali |
| 29 Agosto 2011 | 21:05 | Finale     |

## Risultati

### Batterie
Qualificazione: le prime 4 di ogni batteria (Q) e i 4 successivi migliori tempi (q) avanzano alle semifinali.
| Pos. | Batteria | Nome                         | Nazionalità   | Tempo   | Note  |
| ---- | -------- | ---------------------------- | ------------- | ------- | ----- |
| 1    | 5        | Melaine Walker               | Giamaica      | 54.86   | Q     |
| 2    | 5        | Natalya Antyukh              | Russia        | 54.88   | Q     |
| 3    | 1        | Kaliese Spencer              | Giamaica      | 54.93   | Q     |
| 3    | 3        | Lashinda Demus               | Stati Uniti   | 54.93   | Q     |
| 5    | 1        | Anastasiya Rabchenyuk        | Ucraina       | 55.08   | Q     |
| 6    | 1        | Queen Harrison               | Stati Uniti   | 55.11   | Q     |
| 7    | 2        | Zuzana Hejnová               | Rep. Ceca     | 55.12   | Q     |
| 8    | 4        | Vania Stambolova             | Bulgaria      | 55.29   | Q     |
| 9    | 2        | Elena Churakova              | Russia        | 55.39   | Q     |
| 10   | 2        | Élodie Ouédraogo             | Belgio        | 55.40   | Q, PB |
| 10   | 2        | Hanna Titimets               | Ucraina       | 55.40   | Q     |
| 12   | 1        | Lauren Boden                 | Australia     | 55.78   | Q, SB |
| 13   | 3        | Perri Shakes-Drayton         | Regno Unito   | 55.90   | Q     |
| 14   | 4        | Ristananna Tracey            | Giamaica      | 55.96   | Q     |
| 15   | 3        | Hanna Yaroshchuk             | Ucraina       | 55.99   | Q     |
| 16   | 3        | Nickiesha Wilson             | Giamaica      | 56.08   | Q     |
| 17   | 5        | Wenda Theron                 | Sudafrica     | 56.13   | Q, PB |
| 18   | 4        | Eilidh Child                 | Regno Unito   | 56.18   | Q     |
| 19   | 4        | Muizat Ajoke Odumosu         | Nigeria       | 56.23   | Q, SB |
| 20   | 5        | Jasmine Chaney               | Stati Uniti   | 56.28   | Q     |
| 21   | 1        | Vera Barbosa                 | Portogallo    | 56.31   | q     |
| 22   | 2        | Sara Slott Petersen          | Danimarca     | 56.32   | q, NR |
| 23   | 2        | Nikolina Horvat              | Croazia       | 56.60   | q     |
| 24   | 5        | Satomi Kubokura              | Giappone      | 56.66   | q     |
| 25   | 5        | Manuela Gentili              | Italia        | 56.71   |       |
| 26   | 4        | Nagihan Karadere             | Turchia       | 56.76   |       |
| 27   | 1        | Christine Merrill            | Sri Lanka     | 57.05   |       |
| 28   | 3        | Jailma de Lima               | Brasile       | 57.21   |       |
| 29   | 3        | Birsen Engin                 | Turchia       | 57.22   |       |
| 30   | 2        | Hanitrasoa Olga Razanamalala | Madagascar    | 57.25   | PB    |
| 31   | 4        | Stine Meland Tomb            | Norvegia      | 57.51   |       |
| 32   | 5        | Amaliya Sharoyan             | Armenia       | 58.54   | NR    |
| 33   | 3        | Sharolyn Scott               | Costa Rica    | 58.78   |       |
| 34   | 1        | Bimbo Miel Ayedou            | Benin         | 58.80   |       |
| 35   | 4        | Déborah Rodríguez            | Uruguay       | 59.52   |       |
| 36   | 5        | Son Kyeong-mi                | Corea del Sud | 1:00.21 |       |
| 37   | 4        | Jessica Aguilera             | Nicaragua     | 1:02.78 |       |
| 38   | 3        | Fatima Sulaiman Dahman       | Yemen         | 1:11.49 | PB    |

### Semifinali
Qualificazione: le prime 2 di ogni batteria (Q) e i 2 successivi migliori tempi (q) avanzano alla finale.
| Pos. | Batteria | Nome                  | Nazionalità | Tempo | Note |
| ---- | -------- | --------------------- | ----------- | ----- | ---- |
| 1    | 3        | Lashinda Demus        | Stati Uniti | 53.82 | Q    |
| 2    | 2        | Natalya Antyukh       | Russia      | 54.51 | Q    |
| 3    | 1        | Vania Stambolova      | Bulgaria    | 54.72 | Q    |
| 4    | 3        | Zuzana Hejnová        | Rep. Ceca   | 54.76 | Q    |
| 5    | 2        | Melaine Walker        | Giamaica    | 54.97 | Q    |
| 6    | 1        | Elena Churakova       | Russia      | 55.02 | Q    |
| 6    | 1        | Kaliese Spencer       | Giamaica    | 55.02 | q    |
| 8    | 2        | Anastasiya Rabchenyuk | Ucraina     | 55.06 | q    |
| 9    | 3        | Perri Shakes-Drayton  | Regno Unito | 55.07 |      |
| 10   | 1        | Hanna Yaroshchuk      | Ucraina     | 55.09 |      |
| 11   | 1        | Élodie Ouédraogo      | Belgio      | 55.29 | PB   |
| 12   | 2        | Queen Harrison        | Stati Uniti | 55.44 |      |
| 13   | 3        | Ristananna Tracey     | Giamaica    | 55.55 |      |
| 14   | 3        | Hanna Titimets        | Ucraina     | 55.82 |      |
| 15   | 1        | Eilidh Child          | Regno Unito | 55.89 |      |
| 16   | 1        | Jasmine Chaney        | Stati Uniti | 55.97 |      |
| 17   | 2        | Muizat Ajoke Odumosu  | Nigeria     | 56.41 |      |
| 18   | 3        | Sara Slott Petersen   | Danimarca   | 56.49 |      |
| 19   | 2        | Nickiesha Wilson      | Giamaica    | 56.58 |      |
| 20   | 3        | Lauren Boden          | Australia   | 56.68 |      |
| 21   | 2        | Satomi Kubokura       | Giappone    | 56.87 |      |
| 22   | 1        | Nikolina Horvat       | Croazia     | 57.02 |      |
| 23   | 2        | Wenda Theron          | Sudafrica   | 57.06 |      |
| 24   | 3        | Vera Barbosa          | Portogallo  | 57.70 |      |

### Finale
| Pos. | Corsia | Nome                  | Nazionalità | Tempo | Note   |
| ---- | ------ | --------------------- | ----------- | ----- | ------ |
| 1    | 3      | Lashinda Demus        | Stati Uniti | 52.47 | WL, NR |
| 2    | 8      | Melaine Walker        | Giamaica    | 52.73 | SB     |
| 3    | 5      | Natalya Antyukh       | Russia      | 53.85 |        |
| 4    | 2      | Kaliese Spencer       | Giamaica    | 54.01 |        |
| 5    | 1      | Anastasiya Rabchenyuk | Ucraina     | 54.18 | SB     |
| 6    | 6      | Vania Stambolova      | Bulgaria    | 54.23 |        |
| 7    | 4      | Zuzana Hejnová        | Rep. Ceca   | 54.23 |        |
| 8    | 7      | Elena Churakova       | Russia      | 55.17 |        |